# ゾンド6号
ゾンド6号（ゾンド6ごう、露:Зонд-6、英:Zond 6）は、1968年にソビエト連邦によって打ち上げられた宇宙船。月への有人飛行に使用する宇宙船の試験飛行で、無人で打ち上げられ、月をスイングバイして地球に帰還した。

## 概要
ゾンド6号は、有人月接近飛行計画（ソユーズL1計画）に使用する7K-L1宇宙船の3回目のリハーサル飛行だった。
1968年11月10日、ゾンド6号はバイコヌール宇宙基地からプロトンロケットによって打ち上げられた。宇宙船は地球周回軌道に投入され、プロトンロケットの軌道脱出ステージの噴射により月へ向かう軌道に乗った。宇宙飛行の影響を調べるために船内には数種類の生物がのせられていた。
11月14日、ゾンド6号は月に2420kmまで接近し、月の撮影が行われた。宇宙船は月の重力によって進行方向を転換し、地球へ向かった。11月17日、ゾンド6号の帰還カプセルはソビエト領内に着陸した。
ゾンド6号の次の打ち上げでは世界初の有人月接近飛行が行われる予定だったが、安全が確保されていないという理由で延期され、アポロ8号に先を越されることになった。